# Matthijs de Ligt
Matthijs de Ligt (Leiderdorp, 12 de agosto de 1999) é um futebolista neerlandês que atua como zagueiro. Atualmente joga pelo Manchester United.

## Clubes

### Ajax
Em 4 de setembro de 2015, de Ligt assinou o seu primeiro contrato profissional com o Ajax, com uma duração de três anos, até 30 de junho de 2018.

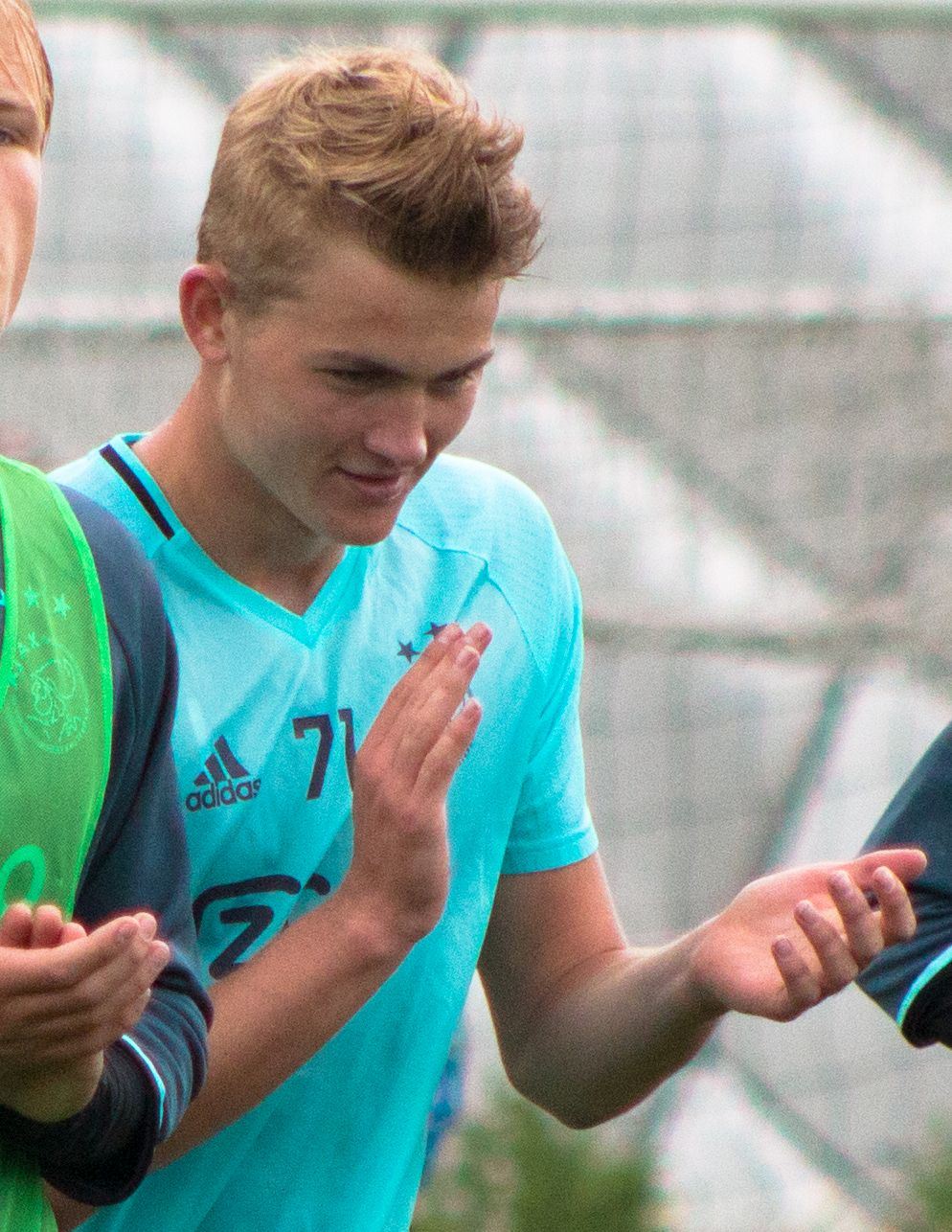
Matthijs em 2016, pelo Ajax.

Em 21 de setembro de 2016, marcou seu primeiro gol profissionalmente na vitória por 5 a 0 contra o Willem II pela Copa KNVB, de Ligt se tornou depois de Clarence Seedorf o jogador mais jovem a marcar um gol pelo Ajax, com a idade de 17 anos, 1 mês e 9 dias.
Em sua temporada inicial, o zagueiro passou a receber mais chances a partir de final de novembro de 2016. Nesse momento, além de ter feito partidas constantes na Eredivisie de 2016–17, também era um dos 11 titulares da equipe na campanha sólida da Liga Europa da UEFA.
Na Liga Europa, de Ligt conseguiu chegar ao seu único título na temporada. A partir das oitavas de final, após não jogas os 16 avos, o zagueiro participou de todas as partidas e ficou com o vice-campeonato, já que o Manchester United, comandado por José Mourinho, conseguiu superar os neerlandeses com um placar de 2 a 0.
O atleta, mesmo sendo um jovem de 18 anos, passou a ser um titular incontestável a partir da Eredivisie de 2017–18. Foi justamente nessa época que o jogador conseguiu marcar um doblete, algo raro para um zagueiro, em uma goleada de 8 a 0 diante o NAC Breda.
Em 11 de março de 2018, quando de Ligt contava com apenas 18 anos de idade, o treinador Erik ten Hag o tornou capitão da equipe principal, em substituição a Joël Veltman.
O capitão continuou sua temporada sendo uma das principais figuras de um jovem elenco comandado por Erik. Todavia, apesar do destaque individual, o Ajax amargou a segunda colocação naquela edição de Liga.
Na Eredivisie de 2018–19, o capitão estreou na primeira rodada marcando um gol, nas vésperas de seu aniversário de 19 anos. Esse feito se repetiu mais duas vezes na Liga e o defensor pôde comemorar seu primeiro título de Campeonato Neerlandês levantando o troféu tradicional antes de completar 20 anos.
O destaque de Matthijs era tamanho que ele, em 17 de dezembro de 2018, ganhou o prêmio Golden Boy, tornando-se o primeiro defensor a ganha-lo. Além disso, o jovem tinha uma função enorme, pois era o líder de uma equipe tradicional em seu país, mas que também estava recheada de jovens promessas como ele: David Neres, Kasper Dolberg, Donny van de Beek, Nicolás Tagliafico, Frenkie de Jong e André Onana eram as sensações europeias daquela época e todos estavam sendo comandados pelo defensor neerlandês em campo.
Entre 2018 e 2019, o zagueiro também esteve presente na sua melhor campanha na Copa dos Países Baixos. Lá, além de conseguir seu 100º jogo oficial pelo Ajax, tornando-se o jogador do clube mais jovem a atingir esse marco, fizera também um gol nesse mesmo jogo e, na partida seguinte, viu os companheiros Daley Blind, Klaas-Jan Huntelaar e Rasmus Kristensen golearem o Willem II em 4 a 0 e vencerem o troféu nacional que o defensor não tinha até então.
Na temporada 2018–19, o zagueiro também estreou na Liga dos Campeões da UEFA. Lá, foi capitão em todas as partidas que disputou e quebrou um importante recorde: em 13 de fevereiro de 2019, De Ligt se tornou o mais jovem capitão de todos os tempos em um mata-mata na Liga dos Campeões, aos 19 anos e 186 dias de idade, em um jogo contra o Real Madrid. 

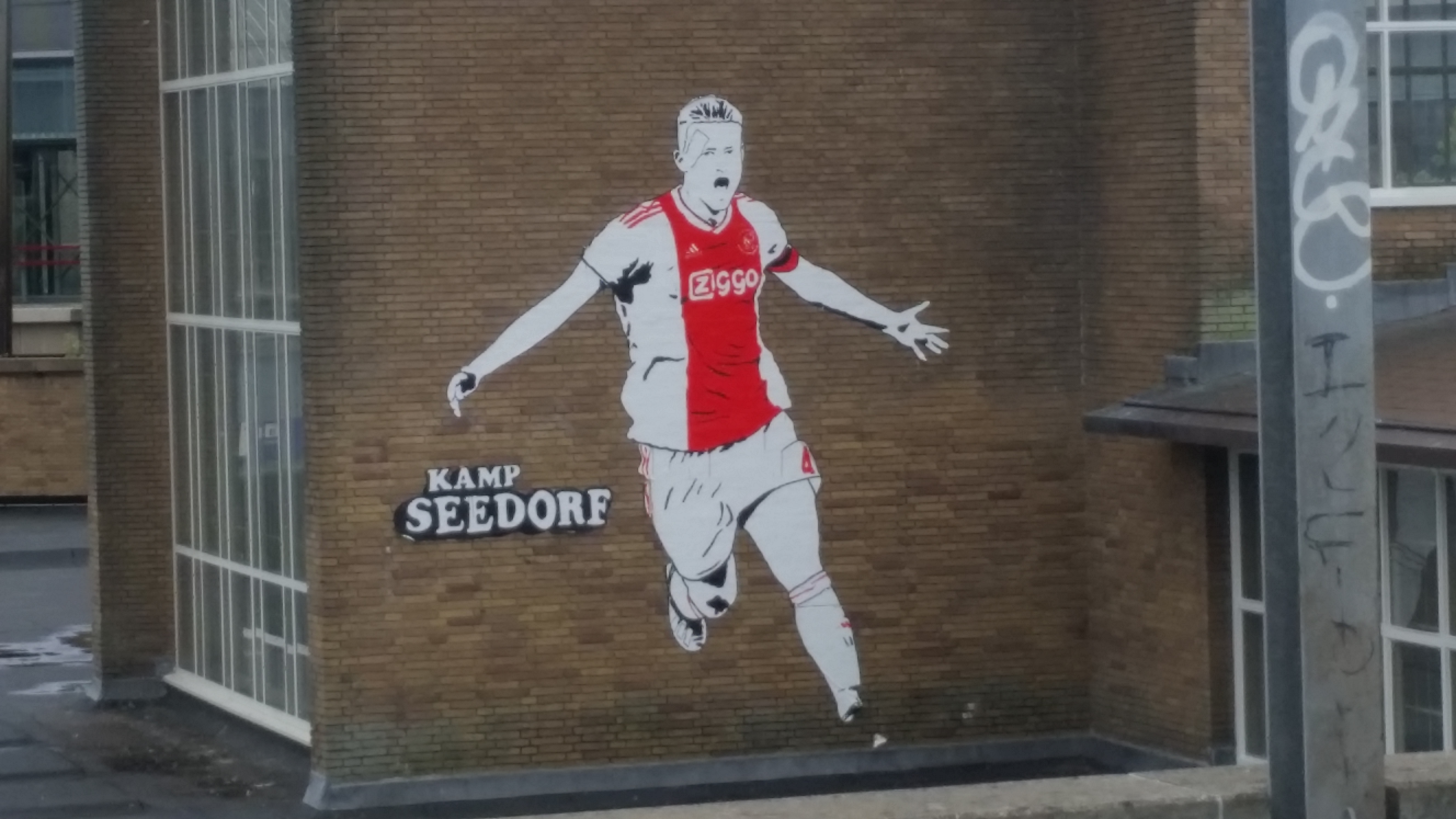
De Ligt homenageado em um muro neerlandês por conta de sua passagem memorável pelo Ajax.

A equipe passava de fase eliminando os favoritos como o Real Madrid e a Juventus, onde marcou um gol no jogo de volta, e tiveram de enfrentar o Tottenham Hotspur nas semifinais da Liga dos Campeões. No jogo de ida, o time dos Países Baixos venceram por 1 a 0, e a classificação parecia encaminhada quando Matthijs e Hakim Ziyech fizeram um tento cada na Johan Cruijff Arena. No entanto, em um grande momento individual, Lucas Moura marcou um histórico hat-trick e encaminhou os Spurs para a primeira final do clube inglês na história.
Apesar da eliminação, o jogador e a equipe de jovens talentos conseguiu ir muito longe e todos os atletas passaram a ser desejados por gigantes europeus. Matthijs era um dos nomes mais valorizados, pois sua consistência defensiva e liderança precoce faziam dele uma futura estrela de nível mundial.
O PSG e a Juventus estavam no páreo para contratar o zagueiro em 2019, a Velha Senhora, no entanto, fizera a primeira proposta em maio daquele ano, algo em torno de 65 milhões de euros, mas a equipe neerlandesa queria uma valor mais alto. Futuramente, o time italiano aceitou as pedidas e conseguiu a contratação do jovem.
No clube, de Ligt fez 117 partidas, 13 gols e conquistou dois títulos nacionais.

### Juventus

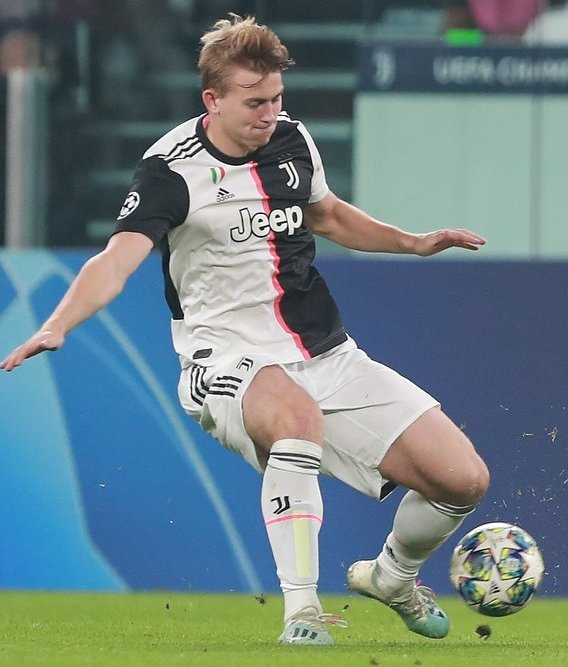
Matthijs de Ligt em 2019.

No dia 18 de julho de 2019 foi contratado pela Juventus pelo valor de 75.5 milhões de euros, mais despesas acessórias de 10 milhões, com vínculo até 30 de junho de 2024.
Ele estreou oficialmente pelo clube em uma vitória em casa por 4 a 3 sobre o Napoli, na Série A, em 31 de agosto de 2019.
Em 3 de novembro de 2019, ele marcou seu primeiro pelo gol pelo clube em uma vitória fora de casa por 1-0 sobre o rival local Torino, no Derby della Mole.
Disputando a Série A de 2019–20, o zagueiro conseguiu chegar a marca de 29 jogos e marcou quatro gols. Além disso, seu estilo de jogo, somado a experiência de Leonardo Bonucci, o capitão da Juve, fez com que a sua equipe conquistasse a Liga pela oitava vez consecutiva, um feito inédito.
Apesar desse feito notável, as próximas duas temporadas de Matthijs seriam negativas. O jogador havia se lesionado no final da época anterior e só voltou a campo, pela Liga, na oitava rodada da Série A. Nesse momento, a equipe não havia perdido nenhuma partida, mas só conquistara duas vitórias em sua ausência.
A equipe não conquistara o nono campeonato seguido, pois ficaram na quarta colocação da tabela, a pior colocação da Juve desde a Série A de 2010–11. Na época seguinte, no entanto, o final não foi diferente; a equipe de Turim ficou de novo na quarta colocação e sua hegemonia na Liga havia sido superada pela Inter de Milão e pelo Milan.
Apesar da Juventus ter ficado de fora do pódio duas vezes, a campanha da equipe era totalmente diferente na Coppa Italia. Em três épocas, o zagueiro jogou a final todas essas vezes, mas só conquistou o título uma vez. Na ocasião, Matthijs viu a sua equipe superar a Atalanta por 2 a 1 e conquistar o troféu no ano de 2021. Nas demais vezes, perdeu para Napoli, em 2020, e para Inter de Milão em 2022.

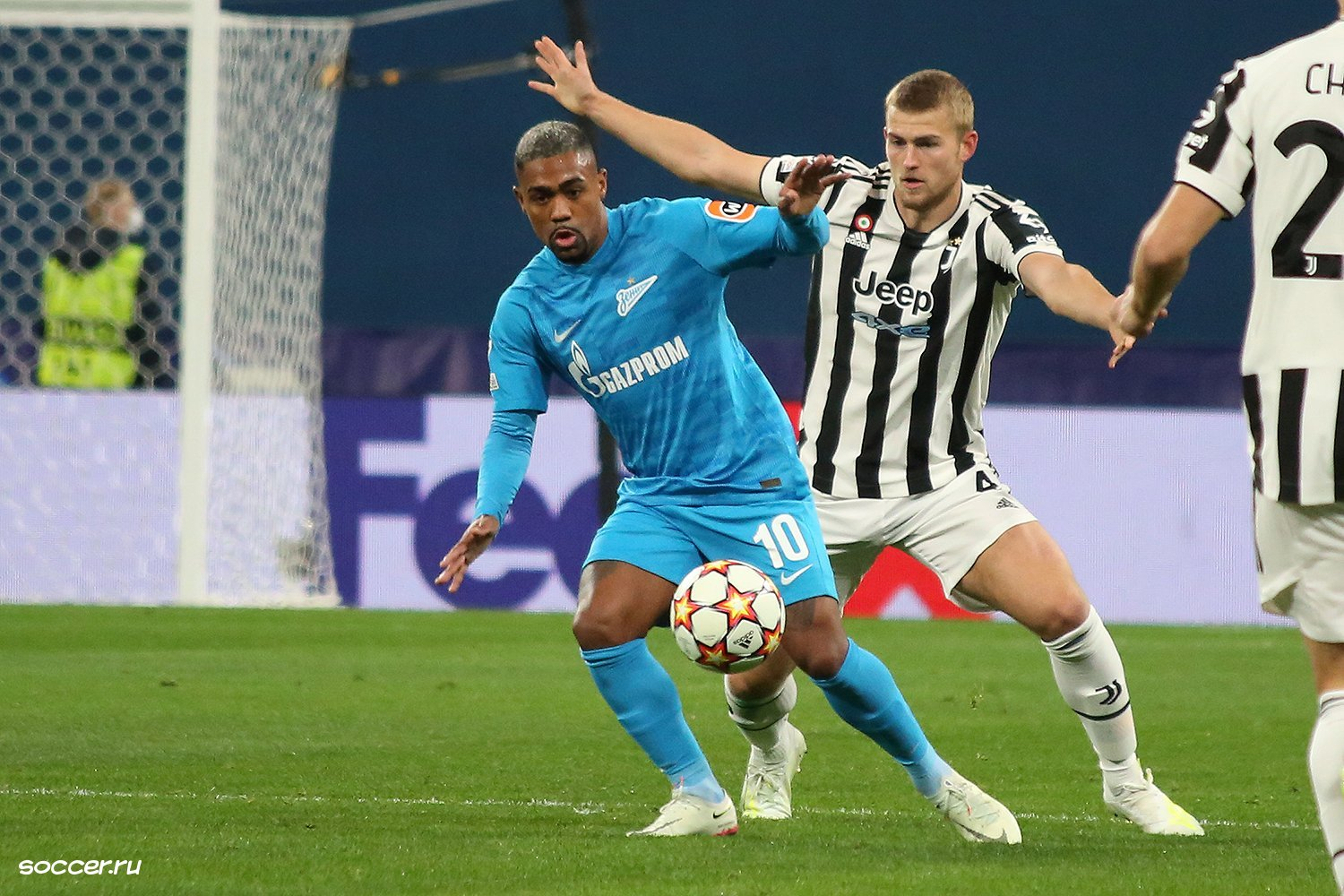
De Ligt marcando Malcom na Liga dos Campeões.

Por conta do desempenho positivo na Copa, o jogador teve a oportunidade de jogar a Supercopa da Itália três vezes. Apesar disso, não entrou em campo nenhuma vez. Em 2019, foi um suplente não utilizado na derrota para Lazio. No ano de 2021, o jogador adquiriu COVID-19 e cumpriu quarentena. Desse modo, não entrou em campo na vitória diante a Napoli. Um ano depois, por conta de uma suspensão de cartões amarelos, ficou ausente da partida que a Juve perdeu para Inter de Milão.
De Ligt também pôde disputar a Liga dos Campeões três vezes seguidas. No entanto, parou exatamente na mesma fase em tais oportunidades. Em 2020, foi eliminado pelo Lyon nas oitavas de final. Um ano depois, foi a vez do Porto eliminá-los em um jogo dramático. Na época seguinte, o Villarreal conquistou a classificação em um placar agregado de 4 a 1, com o próprio zagueiro fazendo um pênalti, pondo a mão na bola, para o que foi o terceiro gol dos espanhóis no Allianz Stadium.
Ao final da temporada 2021–22, a Juve estava certa de que precisava renovar sua dupla de zaga. O time de Turim buscou, então, vender o seu zagueiro mais caro por um alto valor, para que pudesse usar desse dinheiro para investir em posições mais carentes do elenco.
Em 17 de julho de 2022 a passagem de De Ligt pela Juventus terminou e seus números foram 117 partidas pela Velha Senhora marcou oito gols e conquistou um Campeonato Italiano.

### Bayern de Munique

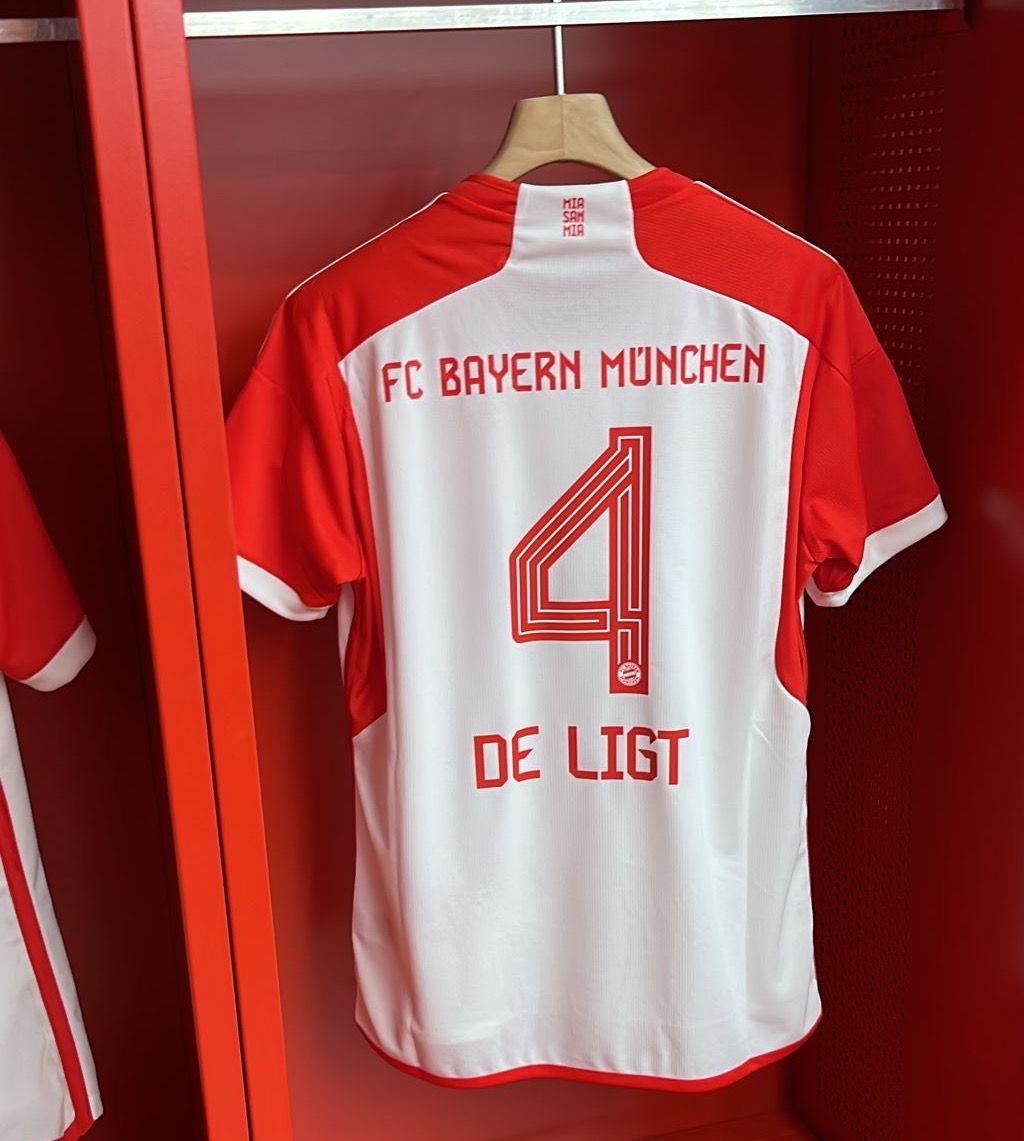
Como nas épocas anteriores, de Ligt ficou com a camisa de número 4 no Bayern.

Em 17 de julho de 2022 Bayern de Munique fechou contrato com a Juventus por Matthijs de Ligt  válido até junho de 2027, o valor da transferências foi de 80 milhões de euros (R$436 milhões de reais), segundo a imprensa local.
Ele fez sua estreia pelo Bayern de Munique em 30 do mesmo mês, entrando na final da Supercopa da Alemanha por 5-3 contra o RB Leipzig. Ele marcou oficialmente seu primeiro gol em 21 de agosto de 2022, aos 25 minutos, contra o Bochum, em uma partida claramente superada por 7 a 0 pelo Bayern de Munique.
Assemelhando a suas duas temporadas iniciais no clube anterior, o zagueiro firmou-se como um dos titulares em um time que vinha de uma sequência enorme de vitórias de Bundesliga. Na sua primeira época foi uma peça regular entre a dupla principal de zagueiros. Mesmo com momentos incertos, já que chegaram na última rodada dependendo de uma combinação de resultados para serem campeões, conseguiram o troféu nacional ao derrotarem o Colônia em uma partida salva pelo talento de Jamal Musiala.
Na 27ª rodada, enquanto o clube ainda brigava pelo título matematicamente, de Ligt acertou um gol a uma longa distância de 23 metros em uma vitória por 1–0 contra o Freiburg. Superando todos os belos gols feitos na Bundesliga na mesma época, o tento do zagueiro foi eleito o Gol do Mês de Abril do Campeonato, bem como o Gol mais Bonito da Liga Alemã. Ademais, foi eleito para o Elenco Ideal de tal competição.
O Bayern precisava vencer o jogo e contava com um resultado menor que três pontos para o Borussia Dortmund. A equipe de Marco Reus empatou com o Mainz, mas Musiala garantiu um gol aos 89 minutos e pôde dar à sua equipe mais um troféu de Bundesliga.

Na Bundesliga de 2023–24, o jogador passou a ter algumas lesões que o tiraram de diversas partidas e viu o clube bávaro estar em posições abaixo do topo novamente. Esse momento irregular do time de Munique aconteceu em uma ascensão de Xabi Alonso como treinador do Bayer Leverkusen; a equipe passou 34 rodadas do Campeonato sem perder nenhum jogo e conseguiu o título após uma hegemonia de 11 anos do clube de Matthijs.

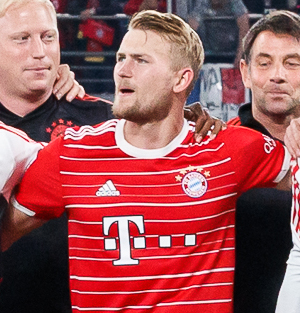
De Ligt no Bayern em 2022.

As duas temporadas iniciais de Matthijs na Copa da Alemanha também foram infrutíferas. A equipe não conseguiu sequer chegar em uma semifinal; tendo tido sua melhor campanha na Copa da Alemanha de Futebol de 2022–23, ao serem derrotados pelo  Freiburg por 2–1 nas quartas de final. Porém, na época posterior, aconteceu uma verdadeira zebra. O Bayern entrava em campo para enfrentar o Saarbrücken, da terceira divisão alemã; apesar do claro favoritismo, o clube da casa venceu a partida por 2–1, eliminando os bávaros. O jogo também marcou uma ruptura parcial do ligamento medial do joelho direito do zagueiro neerlandês.
O jogador teve a oportunidade de jogar a Supercopa da Alemanha duas vezes nas suas duas épocas iniciais. Nos jogos, enfrentou o Red Bull Leipzig, tendo vencido em 2022 por 5–3; e perdido em 2023 por 3–0.
Matthijs tivera momentos interrompidos em suas partidas de Liga dos Campeões. Na época 2022–23, deixou de participar de três jogos, sendo dois deles por lesão, mas esteve frequentemente nos gramados nos demais sete jogos e estagnou nas quartas de final, quando foram superados pelo Manchester City.
Na Liga dos Campeões da UEFA de 2023–24, ficou de fora de seis jogos, sendo cinco por lesão, mas participou de outros seis jogos e teve sua campanha interrompida pelo Real Madrid na semifinal. O jogo foi muito complicado e os Merengues venciam a partida de volta por 2–1, então, aos 104 minutos, o zagueiro marcou um gol que empataria o jogo no placar agregado, porém, o tento foi anulado. Ao fim da partida, enquanto questionava o bandeirinha pela decisão, este admitiu que havia cometido um erro ao marcar o impedimento.
| “                              | É uma vergonha. O bandeirinha assumiu que errou e me pediu desculpas no final do jogo. Nós estabelecemos as regras de que você deve continuar jogando mesmo que esteja impedido. Eu não compreendo isso. Ele pediu desculpas, mas isso não nos ajuda. | ” |
| — De Ligt sobre o gol anulado. | |   |

Ao final dessa temporada, por conta da falta de títulos, o Bayern buscou fazer mudanças no elenco. Thomas Tuchel, o técnico, estava deixado o time para Vincent Kompany assumiu o seu lugar. Além dele, o próprio zagueiro passou a expressar o desejo de sair da Alemanha para voltar a ser treinado por Erik ten Hag. O treinador estava comandando o Manchester United e os Red Devils buscavam um zagueiro para o time inglês. Assim, o jogador de 24 anos comunicou à diretoria sua vontade de sair do Bayern.
Após 73 jogos e cinco gols marcados, o zagueiro concluiu sua transferência para voltar a seu antigo treinador, mesmo com a insistência de torcedores do time alemão. Os adeptos do time chegaram a fazer uma petição online para que o defensor continuasse na equipe, mas a vontade do neerlandês foi priorizada.

### Manchester United
No dia 11 de agosto de 2024, o Manchester United acertou a contratação do zagueiro por 45 milhões de euros, tendo a possibilidade de dar mais cinco milhões em variáveis. A vinda do jogador também foi somada a chegada de Noussair Mazraoui, outro defensor que atuou com ele no Ajax e no Bayern. O anuncio oficial de ambos ocorreu no dia 13, e Matthijs e Noussair receberam, respectivamente, as camisas 4 e 3.
Seu primeiro jogo aconteceu na estreia da equipe na Premier League de 2024–25, quando substituiu seu colega Mazraoui nos últimos nove minutos do jogo que terminou 1 a 0 para os Red Devils diante o Fulham. Seu primeiro jogo como titular ocorreu na terceira rodada, quando perderam para o Liverpool por 3 a 0. No entanto, marcou seu primeiro gol no jogo seguinte ao acertar uma cabeçada no gol do Southampton. Ao apito final, além da vitória pelo mesmo placar da partida perdida diante os Reds, Matthijs vencera o prêmio de Man Of The Match.

## Seleção Neerlandesa
Disputou o Campeonato Europeu Sub-17 de 2015 e o Campeonato Europeu Sub-17 de 2016.
Estreou aos 17 anos de idade pela Seleção Neerlandesa principal, então comandada por Daley Blind, no dia 25 de março de 2017 em partida válida pelas Eliminatórias da Copa do Mundo FIFA de 2018 contra a Bulgária, em Sófia. Os búlgaros venceram por 2 a 0, com de Ligt falhando em ambos os gols e sendo substituído no intervalo do jogo.
Mesmo assim, continuou a ser convocado por Dick Advocaat em 2017, e desde 2018 por Ronald Koeman.

## Estilo de jogo
Ele é conhecido por seu "tackle" limpo, altura, força, velocidade e passes precisos. Sua altura permite que ele seja uma grande ameaça de bola parada, enquanto sua força significa que é improvável que ele seja expulso da bola, principalmente em duelos aéreos. Seu estilo de jogo é frequentemente comparado à Gerard Piqué.
O ex-zagueiro do Liverpool e da Seleção Inglesa, Jamie Carragher, elogiou de Ligt por seus "atributos físicos" e "qualidades de liderança". Além disso, Carragher continuou dizendo que ele joga "como se tivesse 24 ou 25 anos", indicando maturidade e força.
Conquistou o prêmio Golden Boy de 2018, sendo o primeiro defensor a conquista-lo.

## Estatísticas
Atualizado até 27 de maio de 2023.

### Clubes
| Equipe            | Temporada         | Campeonato nacional | Campeonato nacional | Copas nacionais | Copas nacionais | Competições continentais | Competições continentais | Total | Total |
| Equipe            | Temporada         | Jogos               | Gols                | Jogos           | Gols            | Jogos                    | Gols                     | Jogos | Gols  |
| ----------------- | ----------------- | ------------------- | ------------------- | --------------- | --------------- | ------------------------ | ------------------------ | ----- | ----- |
| Ajax II           | 2016–17           | 17                  | 1                   | –               | –               | –                        | –                        | 17    | 1     |
| Ajax II           | Total             | 17                  | 1                   | –               | –               | –                        | –                        | 17    | 1     |
| Ajax              | 2016–17           | 11                  | 2                   | 3               | 1               | 9                        | 0                        | 23    | 3     |
| Ajax              | 2017–18           | 33                  | 3                   | 2               | 0               | 4                        | 0                        | 39    | 3     |
| Ajax              | 2018–19           | 33                  | 3                   | 5               | 1               | 17                       | 3                        | 55    | 7     |
| Ajax              | Total             | 77                  | 8                   | 10              | 2               | 30                       | 3                        | 117   | 13    |
| Juventus          | 2019–20           | 31                  | 4                   | 2               | 0               | 6                        | 0                        | 39    | 4     |
| Juventus          | 2020–21           | 27                  | 1                   | 4               | 0               | 5                        | 0                        | 36    | 1     |
| Juventus          | 2021–22           | 31                  | 3                   | 4               | 0               | 7                        | 0                        | 42    | 3     |
| Juventus          | Total             | 89                  | 8                   | 10              | 0               | 18                       | 0                        | 117   | 8     |
| Bayern de München | 2022–23           | 31                  | 3                   | 5               | 0               | 7                        | 0                        | 43    | 3     |
| Bayern de München | Total             | 31                  | 3                   | 5               | 0               | 7                        | 0                        | 43    | 3     |
| Total na carreira | Total na carreira | 214                 | 20                  | 25              | 2               | 55                       | 3                        | 287   | 25    |

## Títulos
Ajax
- Copa dos Países Baixos: 2018–19
- Eredivisie: 2018–19

Juventus
- Serie A: 2019–20[79]
- Supercopa da Itália: 2020[80]
- Coppa Italia: 2020–21[81]

Bayern
- Supercopa da Alemanha: 2022
- Bundesliga: 2022–23

### Prêmios individuais
- ABN AMRO Future Cup Melhor Jogador: 2015[82]
- Melhor Jogador da Copa de Amsterdã: 2015[83]
- Talento do Futuro do Ajax (Prêmio Sjaak Swart) : 2016[84]
- Equipe do torneio do Campeonato Europeu Sub-17 de 2016[85]
- Elenco da Temporada da UEFA Europa League: 2016–17[86]
- 60 jovens promessas do futebol mundial de 2016 (The Guardian)[87]
- 8º melhor jovem do ano de 2017 (FourFourTwo)[88]
- Equipe ideal da Eredivisie: 2017–18, 2018–19
- Troféu Johan Cruyff: 2017–18[89]
- Talento do Ano do Ajax (Prêmio Marco van Basten) : 2018[90]
- Golden Boy: 2018[91]
- Futebolista Neerlandês do Ano: 2018–19[92]
- Elenco da Temporada da Liga dos Campeões da UEFA: 2018–19[93]
- FIFPro World XI: 2019
- Equipe do Ano da UEFA: 2019
- Troféu Kopa: 2019
- Equipe do Torneio da Final da Liga das Nações da UEFA: 2019[94]
- Estreante do mês da Bundesliga: abril de 2023[95]
- Gol do mês da Bundesliga: abril de 2023[49]
- Gol da Temporada da Bundesliga: 2022–23[96]
- Seleção da Temporada da Bundesliga: 2022–23[50]
- Equipe da Temporada da VDV Bundesliga: 2022–23[97]